# Доместик схол
Доместик схол (греч. δομέστικος τῶν σχολῶν) — должность в армии Византии. Появилась в VIII веке и существовала на протяжении последующих семи столетий до XIV века. Первоначально была закреплена за командиром схолы, старшего из элитных полков тагмы, но в дальнейшем её обладатели стали играть важную роль в политической жизни империи и фактически являлись главнокомандующими армией наряду с императором. К середине IX века доместик схол стал высшей военной должностью в Византии, но уже в XII веке большую часть их обязанностей стали исполнять великие доместики, а влияние доместиков схол со временем окончательно упало. В последний для империи период правления династии Палеологов (XIII—XV века) должность стала придворной.

## История
Впервые обладатель должности доместика схол в летописных источниках появляется в хронике Феофана Исповедника при описании событий около 767 года, вскоре после организации тагм. Последние были элитными кавалерийскими полками, которые дислоцировались в Константинополе или вокруг него. Ими командовали офицеры, получившие название «Доместики» (греч. δομέστικοι), в то время как провинциальными армиями, чья штаб-квартира располагалась близ столицы фемы, командовали стратиги. Схолы (греч. σχολαὶ) были старшими тагмами, которые утверждали о своём происхождении от палатинских схол, основанных Константином I Великим (306—327), которыми изначально командовали магистры оффиций. По словам историка Дж. Бьюри, в Пасхальной хронике за 624 год появляется некий Аниан, носящий должность «доместик магистров», которого учёный считает прародителем доместика схол. Поскольку магистры оффиций в VII—VIII веках лишились некоторых своих функций, доместик, видимо, стал независимым должностным лицом. В клиторологии 899 года перечисляются подчинённые ему лица, среди которых есть непосредственный заместитель-топотерет (греч. τοποτηρητής), секретарь-хартуларий (греч. χαρτουλάριος), главный посланник-проксимос (греч. πρόξιμος) и прочие посланники-мандатории (греч. μανδάτορες).
В IX веке роль доместика схол возросла, а вместе с ней повысился и уровень должности. В отсутствие императора обладавший этой должностью человек часто становился главнокомандующим армией империи. Однако официально эта роль была закреплена за императором. Нередко, когда доместиком схол становился далеко не лучший офицер армии, роль верховного командующего переходила к офицеру более низкого ранга. Тем не менее, роль доместика схол получила такую известность в империи, что бюрократы и хронисты в своих трудах нередко описывали её носителей просто как «доместиков» без каких-либо уточнений. Пост считался настолько влиятельным, что его нередко занимали приближенные императоров. Со времён Михаила III (842—867) доместик схол занимал высшую позицию в византийской военной иерархии после стратига Анатолик. В дальнейшем он поднялся на самую высокую ступень, о чём свидетельствует тот факт, что такие военачальники как Никифор Фока и Иоанн Цимисхий, были повышены от стратига Анатолика до получения ранга доместика схол.
Во время правления Романа II (959—963) пост доместика схол был разделён на «Доместика Запада» (греч. δομέστικος τῆς δύσεως) и «Доместика Востока» (греч. δομέστικος τῆς ἀνατολῆς) для работы в европейской и азиатской частях империи соответственно. Следом командование схолой перешло к заместителю доместика топотерету. В то время эту должность, вероятно, занимали несколько офицеров византийской армии. Церемония же назначения доместика описана в труде «О церемониях» (лат. De Ceremoniis). В этой же работе описываются его обязанности и роль в придворных церемониях.
За редкими исключениями, включая беспрецедентное 22-летнее прибывание в должности Иоанна Куркуаса и времена внутренней нестабильности, доместики менялись каждые три-четыре года. В течение X века среди доместиков схол доминировала династия Фока, из которой вышло шесть человек, получивших этот титул. Они же предприняли попытку монополизации этой потенциально всемогущественной должности, что привело к тому, что ряд обеспокоенных аристократов стали доверять её невоенным придворным чиновникам, а затем и вовсе евнухам, хотя в теории это запрещалось и для них была создана альтернативная должность стратопедархов.
В документах и хрониках X и XI веков спорадически появляется вариант должности «Великий доместик» (греч. μέγας δομέστικος), который используется для обозначения одного и того же человек параллельно с другими вариантами, такими как «Великий доместик схол» или «Великий доместик Востока/Запада». Французский византинист Рудольф Гийян считает, что большинство ранних упоминаний являются либо анахроничными упоминаниями писателей и историков XII и позднее веков, либо просто случаями, когда «великий» используется в качестве почётного префикса. Последнее было нормой для других почётных должностей в тот период, таких как друнгарии виглы или доместик эскувиторов. Тем не менее, по словам Гийяна, со времени правления Алексея I Комнина (1081—1118) «Великий доместик» стал отдельной должностью, которая была на ступень выше, нежели «простые» доместики схол, в связи с чем его носители стали новыми главнокомандующими армией наряду с императорами. Но в то же время это разделение оказалось непоследовательным, и стандартное для Византии разделение командования на Восток и Запад, вероятно, в XII веке коснулось и Великого доместика. Это вызывает некоторую путаницу в характере должности и последовательности назначения на неё, а также отношения к «обычному» доместику. Но уже в XIII веке эти должности приобрели чёткое разграничение: великий доместик стал главнокомандующим армией и одной из высших государственных должностей империи в то время как доместика схол низвели до простого звания, которое отныне присуждалось наместникам и чиновникам среднего звена. Согласно книге должностей Псевдо-Кодина середины XIV века, «когда-то доместики схол имели права, аналогичные великим доместикам, но ныне их у них нет».
В работе Псевдо-Кодина доместик схол занимает 31 место в византийской иерархии между мистиком и Великим друнгарием флота. Отличительная придворная одежда придворного, как сообщает Псевдо-Кодин, состояла из золотой парчовой шляпы скиадион, простой шелковой туники каббадион и серебряного посоха диканикион с одним набалдашником сверху и другим посередине. Во время церемоний и празднеств он носил куполообразный скараникон из лимонно-жёлтого шелка, украшенный золотым шитьем, с портретом императора, сидящего на троне, спереди и портретом императора верхом на коне сзади.